# Ricardo Bango
Ricardo González Bango (Gijón, Asturias, España, 18 de septiembre de 1968), conocido como Bango, es un exfutbolista y entrenador español. En la actualidad ejerce las labores de primer entrenador en el Club Deportivo Llanes.

## Trayectoria

### Como jugador
Bango se formó en los equipos de fútbol base del Colegio Inmaculada (promoción de 1987), incorporándose al Real Oviedo "B" en la temporada 1987-88. Pasó al Real Oviedo en la campaña 1988-89 y debutó en la Primera División de España con Vicente Miera de entrenador el 3 de septiembre de 1988, ante la Real Sociedad de Fútbol (1-0).

### Como entrenador
Dirigió al Real Avilés C. F. hasta el mes de junio de 2012. Tras una década alejado de los banquillos, el 10 de noviembre de 2022, se hace oficial su vuelta al C. D. Tuilla, club asturiano que militaba en la Tercera Federación. Tras finalizar la temporada 2023-24, no renueva con el cuadro tuillense y firma el 5 de junio de 2024 con el Club Deportivo Llanes.

## Selección nacional
Debutó con la selección de fútbol de España el 12 de septiembre de 1990, ante la selección brasileña (3-0), y jugó su último partido como internacional el 12 de octubre de 1991 ante Francia (1-2).

## Clubes

### Como jugador
| Club                   | País   | Año       |
| ---------------------- | ------ | --------- |
| Real Oviedo            | España | 1988-1992 |
| Sevilla F. C.          | España | 1992-1995 |
| Real Sporting de Gijón | España | 1995-1998 |
| Real Oviedo            | España | 1998-2001 |
| Atlético Celaya        | México | 2001-2002 |

### Como entrenador
| Club              | País   | Año       |
| ----------------- | ------ | --------- |
| C. D. Tuilla      | España | 2006-2007 |
| C. D. Lealtad     | España | 2007-2009 |
| C. D. Tuilla      | España | 2009-2011 |
| Real Avilés C. F. | España | 2011-2012 |
| C. D. Tuilla      | España | 2022-2024 |
| C. D. Llanes      | España | 2024-     |